# Dele Alli
Bamidele "Dele" Jermaine Alli (Milton Keynes, 11. travnja 1996.) engleski je nogometaš koji igra na poziciji ofenzivnog veznog. Trenutačno igra za Como.
Rođen i odrastao u Milton Keynesu, pridružio se omladinskoj momčadi Milton Keynes Donsa u dobi od 11 godina i nametnuo se u prvi tim pet godina kasnije, tijekom sezone 2012./13. Tijekom sljedećih dvije i pol godine upisao je 88 službenih nastupa za momčad, postigavši 24 gola. Potpisao je za Tottenham Hotspur u veljači 2015. godine za novčanu naknadu od 5 milijuna funti, a posuđen je natrag Donsima do kraja sezone. U prve dvije sezone Alli proglašen je PFA Mladim igračem godine te je uvršten u sastav PFA Momčadi godine.

## Klupska karijera

### Milton Keynes Dons
Alli se pridružio omladinskom pogonu Milton Keynes Donsa nakon igranja za City Colts, kada je imao 11 godina. Debitirao je kao šesnaestogodišnjak 2. studenog 2012. godine, ušavši kao zamjena za Jaya O'Sheu u 0:0 remiju protiv Cambridge Cityja u prvoj rundi FA kupa na Milton Roadu. Njegov prvi dodir s loptom u profesionalnoj karijeri bio je dodavanje petom. Prvi pogodak je postigao u uzvratnoj utakmici s Cambridge Cityjem koju je Milton Keynes Donsa dobio 6:1.
U sezoni 2013./14., Alli je postao regularni igrač prvog sastava Donsa. U svom prvom nastupu u natjecanju EFL Trophy, postigao je pogodak u 2:0 pobjedi nad Northampton Townom kojom je Dons prošao u iduću rundu. Dana 28. rujna, Alli je postigao svoj prvi ligaški gol u 4:1 pobjedi protiv Stevenagea.

## Privatni život
Alli je rođen u Milton Keynesu, od majke Denise i oca Kehinde. Otac mu se preselio u Sjedinjene Američke Države tjedan dana nakon njegovog rođenja. Allija je u početku odgojila njegova majka koja je imala problema s alkoholom. S devet godina preselio se s ocem u Nigeriju, gdje je proveo dvije godine u međunarodnoj školi prije nego što se vratio u Milton Keynes živjeti s majkom.
S 13 godina preselio se u kuću obitelji Alana i Sally Hickford, koji su roditelji drugog mladog nogometaša Milton Keynes Donsa. Alli je bio navijač Liverpoola te je odrastao gledajući Stevena Gerrarda, njegovog idola iz djetinjstva. U Gerrardu i Franku Lampardu vidio je dobre uzore, s obzirom kako se ponašaju kao profesionalci.

## Uspjesi

### Klupski
Milton Keynes Dons
- Football League One: doprvak 2014./15.

Tottenham Hotspur
- UEFA Liga prvaka: doprvak 2018./19.

### Reprezentativna
- UEFA Liga nacija: treće mjesto 2018./19.

## Vanjske poveznice
- Dele Alli na web-stranici Tottenham Hotspura
- Dele Alli na web-stranici Engleskog nogometnog saveza
- Dele Alli u UEFA-inim natjecanjima (arhivirane) (engl.)
- Profil, Soccerbase  (engl.)